# Palaeomolis ussuriensis
Palaeomolis ussuriensis är en fjärilsart som beskrevs av Bang-haas 1927. Palaeomolis ussuriensis ingår i släktet Palaeomolis och familjen björnspinnare. Inga underarter finns listade i Catalogue of Life.